# 2007-es magyar teniszbajnokság
A 2007-es magyar teniszbajnokság a száznyolcadik magyar bajnokság volt. A bajnokságot augusztus 6. és 12. között rendezték meg Hódmezővásárhelyen.

## Eredmények
| Versenyszám  | Arany                                        | Arany | Ezüst                                                          | Ezüst | Bronz | Bronz |
| ------------ | -------------------------------------------- | ----- | -------------------------------------------------------------- | ----- | --- | ----- |
| Férfi egyéni | Kellner Ádám IDOM Team 2000 TSE              |       | Lukács Dénes Hód TC                                            |       | Novák Balázs Hód TCSzathmáry Tibor MTK                                                                         |       |
| Női egyéni   | Németh Virág IDOM Team 2000 TSE              |       | Zubor Zsófia Nyíregyházi VTC                                   |       | Borsányi Csilla Bp. SpartacusBatta Lucia IDOM Team 2000 TSE                                                    |       |
| Férfi páros  | Lukács Dénes, Novák Balázs Hód TC            |       | Both József, Kiss György Hód TC                                |       | Krocskó Krisztián, Szatmáry Adrián MTK, Tálentum TCMáthé Gábor, Szathmáry Tibor Tatár TC, MTK                  |       |
| Női páros    | Batta Lucia, Németh Virág IDOM Team 2000 TSE |       | Király Pálma, Kovács Krisztina Bp. Spartacus, Zalaegerszegi TE |       | Nagy Judit, Székely Kata IDOM Team 2000 TSE, Tabáni SpartacusCsordás Ildikó, Halász Klaudia Pécs VTC, Vasas SC |       |